# DSL

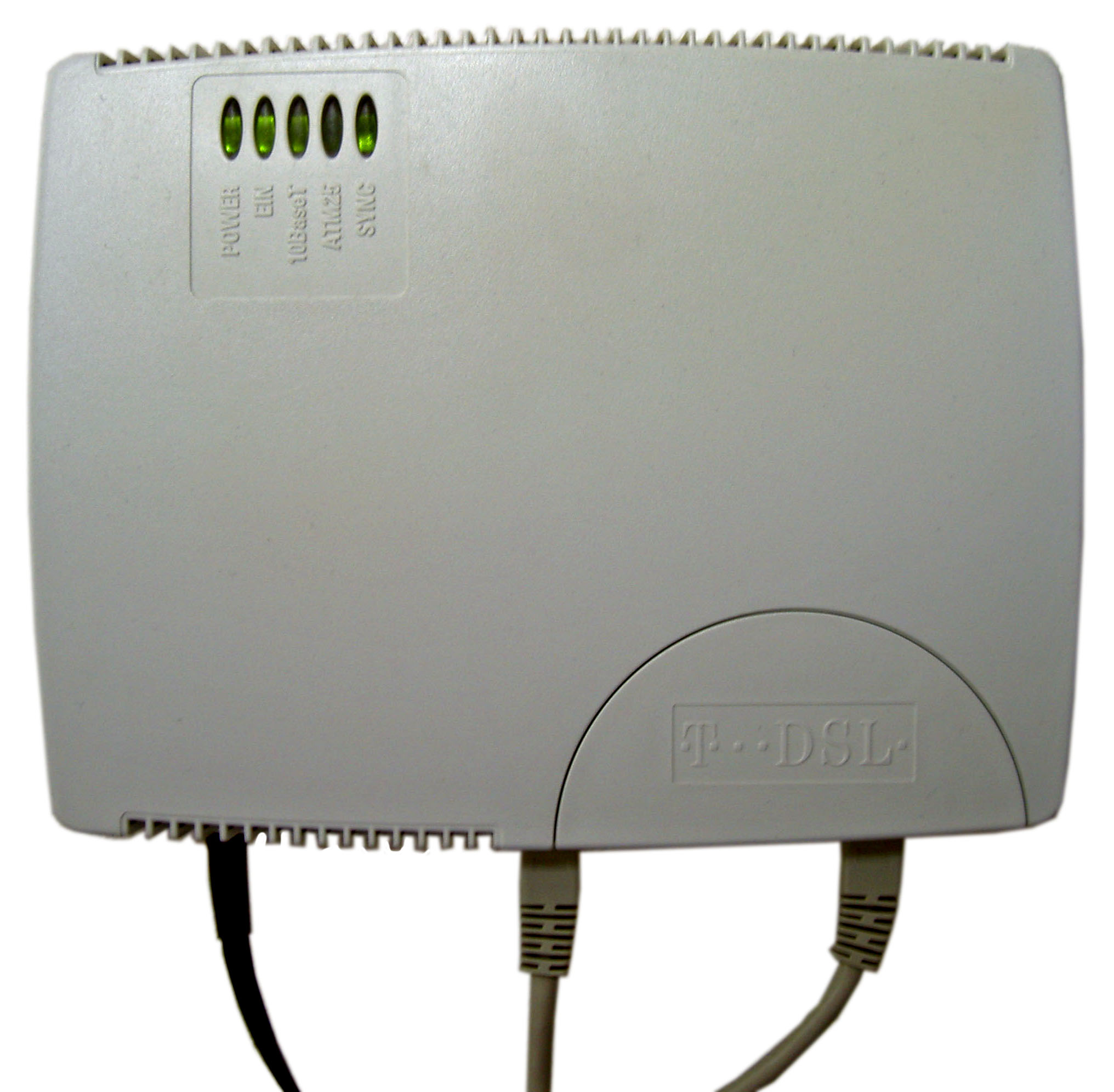
Modem DSL

DSL, hay Digital Subscriber Line (kênh thuê bao số), là một họ những kỹ thuật mà nó cung cấp kết nối kỹ thuật số thông qua cáp đồng của mạng điện thoại nội hạt. Khởi thủy từ năm 1988, các kỹ sư tại Bell Labs đã nghĩ ra cách thức truyền tải các tín hiệu số thông qua phổ tần số không được dùng tới trong dịch vụ thoại lúc bấy giờ. Vì vậy, trên đường dây điện thoại thông thường, người ta có thể đồng thời cung cấp dịch vụ truyền tín hiệu số khác mà không làm gián đoạn dịch vụ thoại hiện tại. Tuy nhiên, giới lãnh đạo công ty không lấy làm nhiệt tình với khám phá mới mẻ này lắm, và rõ ràng, với tầm nhìn thiển cận thì việc cho khách hàng phải thuê thêm một kênh điện thoại khi một kênh không đủ dùng mang lại lợi nhuận hơn việc phải tập trung cho việc phát triển kỹ thuật mới. Cho đến tận cuối thập niên 1990, khi các công ty viễn thông nhắm đến thị trường Internet băng thông rộng thì thay đổi thật sự mới xảy ra. Lúc đó, để truy cập Internet băng thông rộng, người dùng thích một kết nối băng thông rộng trên đường dây sẵn có hơn là sử dụng thêm một kết nối quay số thứ hai. Và Bell Labs mới nhớ đến đề án đã phủ bụi, hòng giành lấy thị phần của mình.
Đến 2005, DSL cùng với cable modems là hai kỹ thuật chính cạnh tranh nhau cung cấp dịch vụ Internet tốc độ cao đến tận nhà khách hàng tại các nước châu Âu và Bắc Mỹ. Mặc dù xét bình quân thì kỹ thuật cable modems nhanh hơn DSL: ADSL - một dòng DSL - chuẩn cũ có thể cung cấp tốc độ là 8 Mbit/s trên một đường truyền 2 km cáp đồng, chuẩn mới là 20 Mbit/s trên cùng quãng đường cho mỗi người dùng. Tuy nhiên, các cáp điện thoại đồng phần nhiều là dài hơn 2 km và luôn có tình trạng suy giảm tín hiệu trên nó qua khoảng cách, chính vì thế, băng thông cũng suy giảm qua khoảng cách. Còn cable modems thì ngược lại, nó có thể cung cấp băng thông đến 30 Mbit/s nhưng vì thường có nhiều người dùng (thường là 100-200 đầu cuối) trên cùng một đường dẫn nên băng thông cũng phải chia sẻ.
Modem số DSL truyền tải dữ liệu giữa hai điểm đầu cuối của đường cáp đồng. Tín hiệu sẽ không đi qua hệ thống chuyển mạch điện thoại, và không gây nhiễu đến tín hiệu thoại. Băng tần thoại trên cáp đồng chỉ là 0-4 kHz (thực tế), trong khi công nghệ DSL thường dùng tần số trên 100 kHz.

## Phân loại xDSL và lịch sử phát triển

### ISDN
ISDN (Integrated Services Digital Network - Mạng số tích hợp đa dịch vụ) được coi sự mở đầu của xDSL. ISDN ra đời vào năm 1976 với tham vọng thống nhất cho truyền dữ liệu và thoại. Trong ISDN, tốc độ giao tiếp cơ sở (BRI - Basic Rate Interface) cung cấp 2 kênh: 64kbps (kênh B) dành cho thoại hoặc dữ liệu và một kênh 16kbps (kênh D) dành cho các thông tin báo hiệu điều khiển. Nhược điểm của công nghệ là chỉ truyền dịch vụ thoại và chuyển mạch gói tốc độ thấp. Nó không thích hợp cho chuyển mạch gói tốc độ cao và thời gian chiếm giữ lâu dài. Chính điều này là đặc điểm của mạng Internet hiện nay. Do đó, ISDN không được áp dụng rộng rãi mà chỉ áp dụng cho các gia đình hoặc doanh nghiệp nhỏ. Tuy nhiên, với những người sử dụng ISDN tại Mỹ (quê hương của ISDN) thì cũng khó quên được các lợi ích mà ISDN đem lại khi ISDN là công nghệ mở đầu cho tất cả các loại dịch vụ tích hợp. IDSL - ISDN digital subscriber line – là một công nghệ xDSL dựa trên nền tảng là ISDN, được đảm bảo tốc độ 144Kbps trên cả kênh B và D.

### HDSL
HDSL (high-bit-rate digital subscriber line) ra đời trong phòng thí nghiệm vào năm 1986. Thực chất các thiết bị thu phát HSDL là sự kế thừa của ISDN nhưng ở mức độ phức tạp hơn. HDSL ra đời dựa trên chuẩn T1/E1 của Mỹ/châu Âu. HDSL1 cho phép truyền 1,544Mbps hoặc 2,048Mbps trên 2 hay 3 đôi dây. HDSL2 ra đời sau đó cho phép dùng 1 đôi dây để truyền 1,544Mbps đối xứng. HDSL2 ra đời mang nhiều ý tưởng của ADSL. Ưu thể của HDSL là loại công nghệ không cần các trạm lặp, tức là có độ suy hao thấp hơn các loại khác trên đường truyền. Do vậy HDSL có thể truyền xa hơn mà vẫn đảm bảo được chất lượng tín hiệu. HDSL được ưa dùng do có các đặc tính chẩn đoán nhiễu (đo SNR) và ít gây nhiễu xuyên âm. HDSL được dùng bởi các nhà khai thác nội hạt (các công ty điện thoại) hay cung cấp các đường tốc độ cao giữa nhiều tòa nhà hay các khu công sở với nhau.

### VDSL
VDSL (very-high-bit-rate digital subscriber line) là một công nghệ xDSL cung cấp đường truyền đối xứng trên một đôi dây đồng. Dòng bit tải xuống của VDSL là cao nhất trong tất cả các công nghệ của xDSL, đạt tới 52Mbps, dòng tải lên có thể đạt 2,3 Mbps. VDSL thường chỉ hoạt động tốt trong các mạng mạch vòng ngắn. VDSL dùng cáp quang để truyền dẫn là chủ yếu, và chỉ dùng cáp đồng ở phía đầu cuối.

### ADSL
ADSL (Asymmetrical DSL) chính là một nhánh của công nghệ xDSL. ADSL cung cấp một băng thông bất đối xứng trên một đôi dây. Thuật ngữ bất đối xứng ở đây để chỉ sự không cân bằng trong dòng dữ liệu tải xuống và tải lên. Dòng dữ liệu tải xuống có băng thông lớn hơn băng thông dòng dữ liệu tải lên. ADSL ra đời vào năm 1989 trong phòng thí nghiệm. ADSL1 cung cấp 1,5 Mbps cho đường dữ liệu tải xuống và 16 kbps cho đường đường dữ tải lên, hỗ trợ chuẩn MPEG-1. ADSL2 có thể cung cấp băng thông tới 3 Mbps cho đường xuống và 16 kbps cho đường lên, hỗ trợ 2 dòng MPEG-1. ADSL3 có thể cung cấp 6 Mbps cho đường xuống và ít nhất 64 kbps cho đường lên, hỗ trợ chuẩn MPEG-2. Dịch vụ ADSL mà chúng ta hay sử dụng hiện nay theo lý thuyết có thể cung cấp cung cấp 8 Mbps cho đường xuống và 2 Mbps cho đường lên, tuy nhiên vì nhiều lý do từ phía các ISP nên chất lượng dịch vụ sử dụng ADSL tại các đầu cuối của chúng ta thường không đạt được như sự quảng cáo ban đầu.

### RADSL
RADSL (rate-adaptive digital subscriber line) là một phiên bản của ADSL mà ở đó các modem có thể kiểm tra đường truyền khi khởi động và đáp ứng lúc hoạt động theo tốc độ nhanh nhất mà đường truyền có thể cung cấp. RADSL còn được gọi là ADSL có tốc độ biến đổi.